# TIMP3
TIMP3‏ (TIMP metallopeptidase inhibitor 3) هوَ بروتين يُشَفر بواسطة جين TIMP3 في الإنسان.